# 空飛ぶヤコブさん

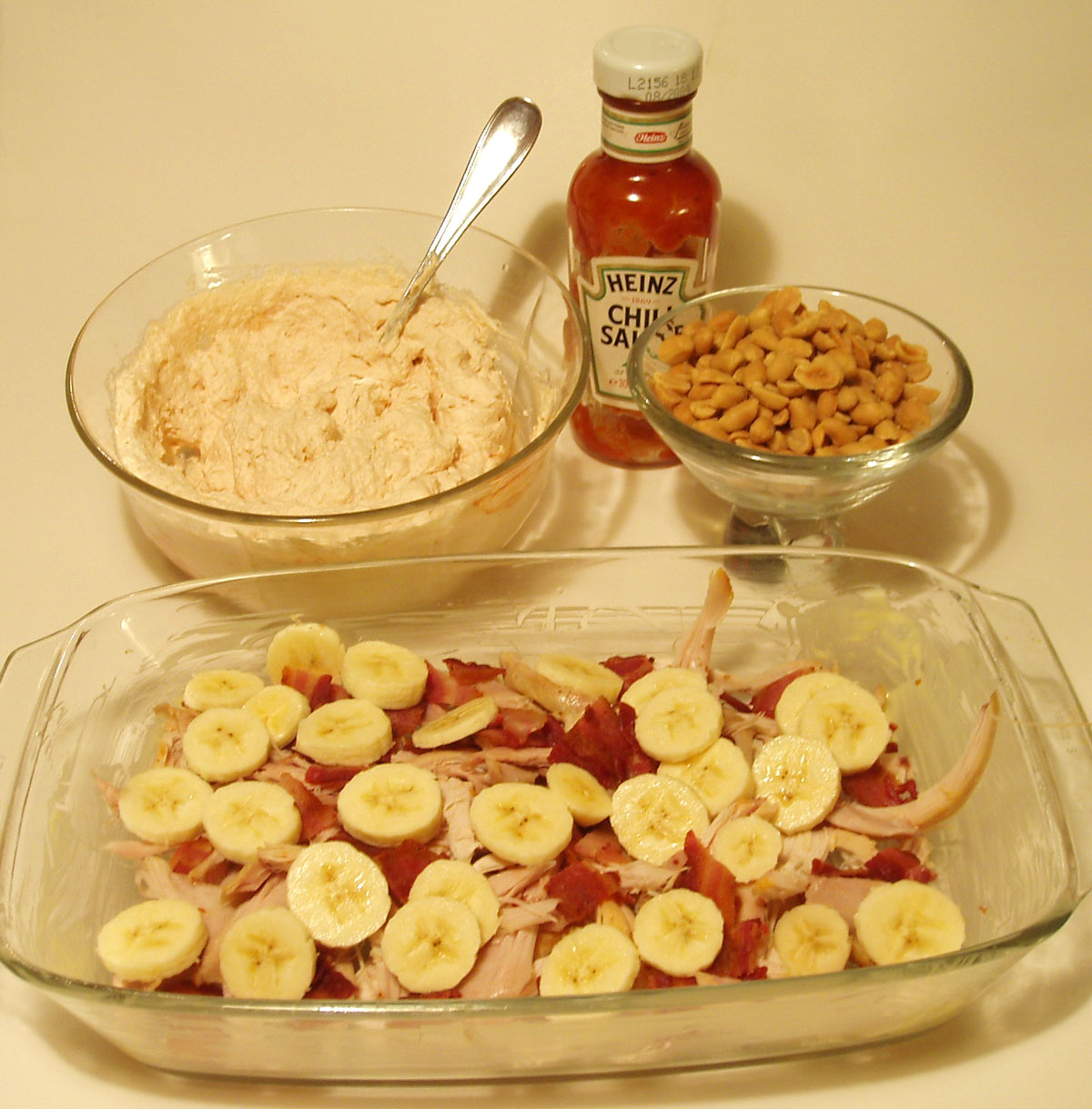
空飛ぶヤコブさんの材料

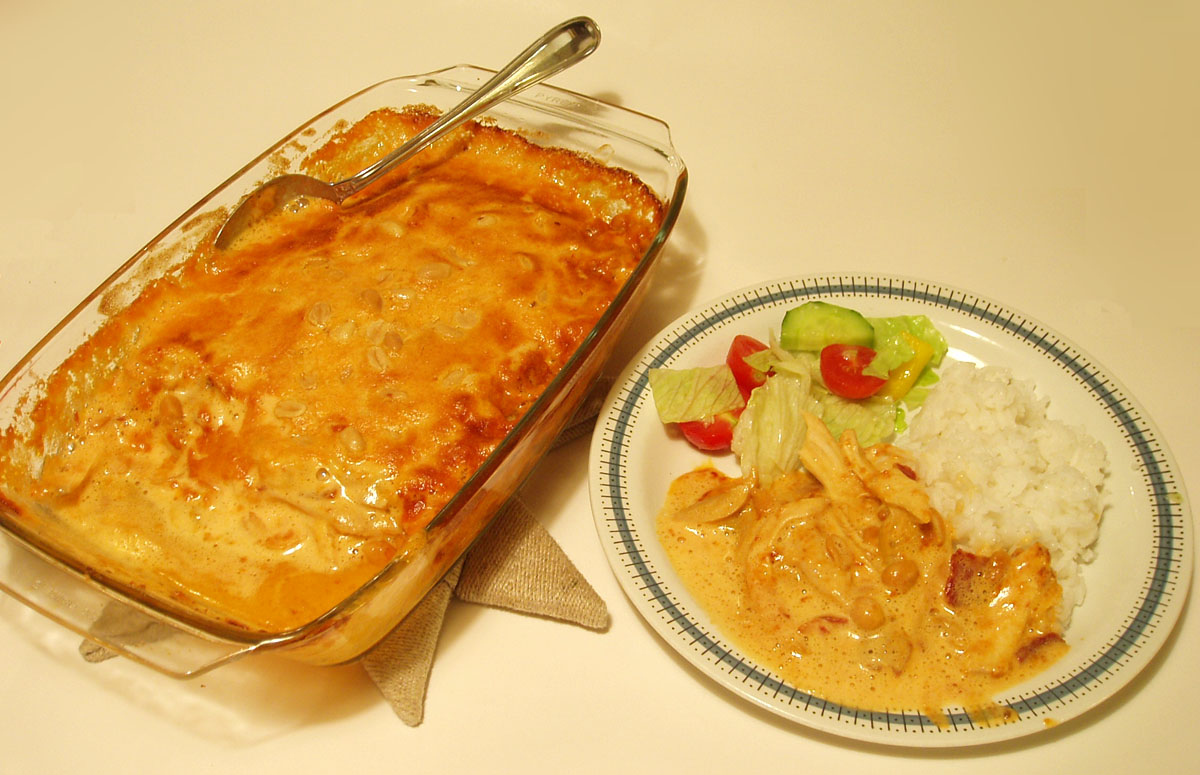
空飛ぶヤコブさんとご飯とサラダ

空飛ぶヤコブさん（そらとぶヤコブさん、スウェーデン語: flygande Jacob）は、鶏肉とバナナ、揚げベーコン、塩味のローストピーナッツに、ホイップした生クリームとチリソースを混ぜたクリームをかけて、ローストピーナッツ、ベーコンなどふりかけてオーブンで焼くスウェーデンのキャセロール。1970年代からスウェーデンで作られてきた。オリジナルのレシピでは、鶏肉はイタリアのサラダ調味料で味付けされている。料理はオーブンで調理され、通常はご飯とサラダを添えて供される。
この料理は、航空貨物業界で働いていたオウヴェ・ヤコブソンが考案し、レシピをスウェーデンの料理雑誌『Allt om mat』に投稿したものが1976年に掲載され、これが人気となったことでスウェーデン料理としてポピュラーなものとして広まった。1970年代のスウェーデンでは、それまでの伝統的な料理の範疇におさまらない変わった食材の組み合わせと新しい味が求められていたことも、空飛ぶヤコブさんが流行した原因に挙げられる。
日本では、2016年にマルハニチロと地球の歩き方がコラボして空飛ぶヤコブさんをレトルト食品として発売している。

## バリエーション
- 空飛ぶロッタさん(Flygande Lotta) – アンズタケソースが入っている。
- チキン・ヤコブ(Kyckling Jacob/Jakob), ヤコブの空飛ぶチキン(Jacobs flygande kyckling)[6] – ひとつもしくは複数の主要な食材の欠けているバージョン。
- 浮遊するヤコブさん(Svävande Jacob/Jakob) – 肉抜きのベジタリアンバージョン。鶏肉がないので、空が飛べない。[3]
- 泳ぐヤコブさん(Simmande Jacob) – 鶏肉の代わりに魚を使ったもの。空ではなく、海の中。
- 空飛ぶクレ(Flygande Kurre)  – 鶏肉の代わりにキャセロールが入っているもの。キャセロールは豚肉の塩漬けを軽く燻製にしたもの。[7]